# Бернар IV (граф Комменжа)

Графство Комменж на карте Гаскони конца XII в.

Бернар IV (фр. Bernard IV de Comminges; ум. 22 февраля 1225) — граф Комменжа с 1176 года. Сын Бернара III и незаконнорождённой дочери тулузского графа Альфонса Журдена, имя которой возможно было Лорантина или Лаура. Участник Альбигойских войн на стороне катаров.

## Биография
После смерти Бернара III его сыновья поделили отцовское наследство. Роже получил виконтство Кузеран, Бернар IV — графство Комменж.
С 1180 года по праву жены Беатрисы де Марсан стал графом Бигорра и виконтом Марсана. Сохранил эти владения и после развода, но в 1194 году по требованию короля Арагона Альфонса II передал их своей дочери Петронилле.
Отношения с церковью у Бернара IV были не очень хорошие. В 1180—1195 годах он трижды вторгался в Лизье и изгонял его епископов. Во время Альбигойских войн сначала придерживался нейтралитета. Потом, когда Симон де Монфор вторгся во владения тулузского графа Раймонда VI, стал союзником последнего.
Участвовал в боевых действиях при Кастельнодари и в битве при Мюре. В 1212 году Симон де Монфор занял Комменж. В 1216 году по Латранскому договору Бернар IV получил назад своё графство, но был вынужден отдать свою дочь Петрониллу замуж за Ги — младшего сына Симона де Монфора.
В 1218 году участвовал в обороне Тулузы от войск крестоносцев. В сентябре 1220 года по требованию папы прекратил поддерживать восставших против Монфора.
Умер 22 февраля 1225 года.

## Жёны и дети
В 1180 году Бернар IV женился на Беатрисе де Марсан, графине Бигорра. У них родилась дочь:
- Петронилла (ум. 1251), графиня Бигорра и виконтесса де Марсан.

В 1192 году, сохранив свою власть над Бигорром, Бернар развелся с Беатрисой и в 1195 году женился на Комтор де ла Барт, дочери Арно Гийома, виконта де ла Барт. Дети:
- Бернар V (1196—1241), граф Комменжа
- Арно-Роже, епископ Комменжа.

С Комтор де ла Барт он тоже расстался из-за близкого (по церковным канонам) родства и третьим браком женился в 1197 году на Марии де Монпелье, дочери Гильома VIII, сеньора де Монпелье, и Евдокии Комнин. Дети:
- Матильда, с 1212 года жена Санша III, виконта де ла Барт
- Петронилла, жена Сантюля I, графа д’Астарак.

Также у Бернара были дочери Дельфина и Маскаросса, но кто их мать, не известно.
В 1201 году Бернар и Мария развелись. Согласно одной версии, Мария его покинула, чтобы выйти замуж за Педро II Арагонского, а Бернар решил вернуть Комтор де ла Барт — свою прежнюю жену. Вторая версия гласит, что Педро Арагонский забрал его жену в обмен на Валь-д’Аран, чтобы самому заполучить Монпелье и закрепиться в Лангедоке.